# Jesse Lynch Williams
Jesse Lynch Williams (Sterling, 17 agosto 1871 – Herkimer, 14 settembre 1929) è stato uno scrittore e drammaturgo statunitense.

## Biografia
Dopo gli studi a Princeton e all'Università del Michigan, Lynch Williams cominciò a lavorare come reporter per il New York Sun nel 1893 e nello stesso periodo cominciò a scrivere anche racconti brevi. Nel 1906 scrisse il suo primo dramma, The Stolen Story, basato sulle sue esperienze giornalistiche e tra quell'anno e il 1925 scrisse altre tre opere teatrali: Why Marry? (1917), Why Not (1922), Lovely Lady (1925). Particolarmente apprezzato fu Why Marry?, che valse a Lynch Williams il primo Premio Pulitzer per la drammaturgia nel 1917. È stato inoltre autore di sei romanzi.
Lo scrittore fu sposato con Alice Laidlaw dal 1898 e la coppia ebbe tre figli: Henry Meade, Jesse Lynch Jr. e Laidlaw Onderdonk Williams.